# 長棘尖吻鱸
長棘尖吻鱸為輻鰭魚綱鱸形目鱸亞目尖嘴鱸科的一種，分布於非洲魯道夫湖及特坎那湖淡水水域，體長可達57公分，棲息在底層水域，屬肉食性，生活習性不明。

## 擴展閱讀
維基物種上的相關：長棘尖吻鱸